# Deborah Dyer
Deborah Anne Dyer, mais conhecida como Skin (Londres, 3 de Agosto de 1967), é uma cantora e modelo ocasional. É a vocalista do grupo Skunk Anansie, que teve grande repercussão na Europa, com 3 álbuns lançados.

## Skunk Anansie
A banda Skunk Anansie, formada em 1994, faz parte do movimento de rock alternativo britânico (britrock). Eles foram observados por ser uma banda multi-racial, e por ter Skin, uma mulher negra, como a vocalista e líder do grupo. Ela era acompanhada por Ace na guitarra, Cass no baixo e Mark na bateria. O grupo lançou três álbuns: Paranoid & Sunburnt, Stoosh e Post Orgasmic Chill, vendendo mais de 4 milhões de exemplares em todo o mundo. O grupo foi sobretudo conhecido pelo seu single "Weak", mas teve igualmente uma série de outros sucessos ("Charity", "Hedonism" e "Charlie Big Potato"). Em 2001, o grupo decidiu separar-se. Ace realizou um álbum solo ("Still Hungry"), Mark substituiu o percussionista do grupo Feeder e Skin prosseguiu com uma carreira solo. Em 2009 a banda voltou a se reunir e lançou o álbum Smashes and Trashes.

## Carreira solo

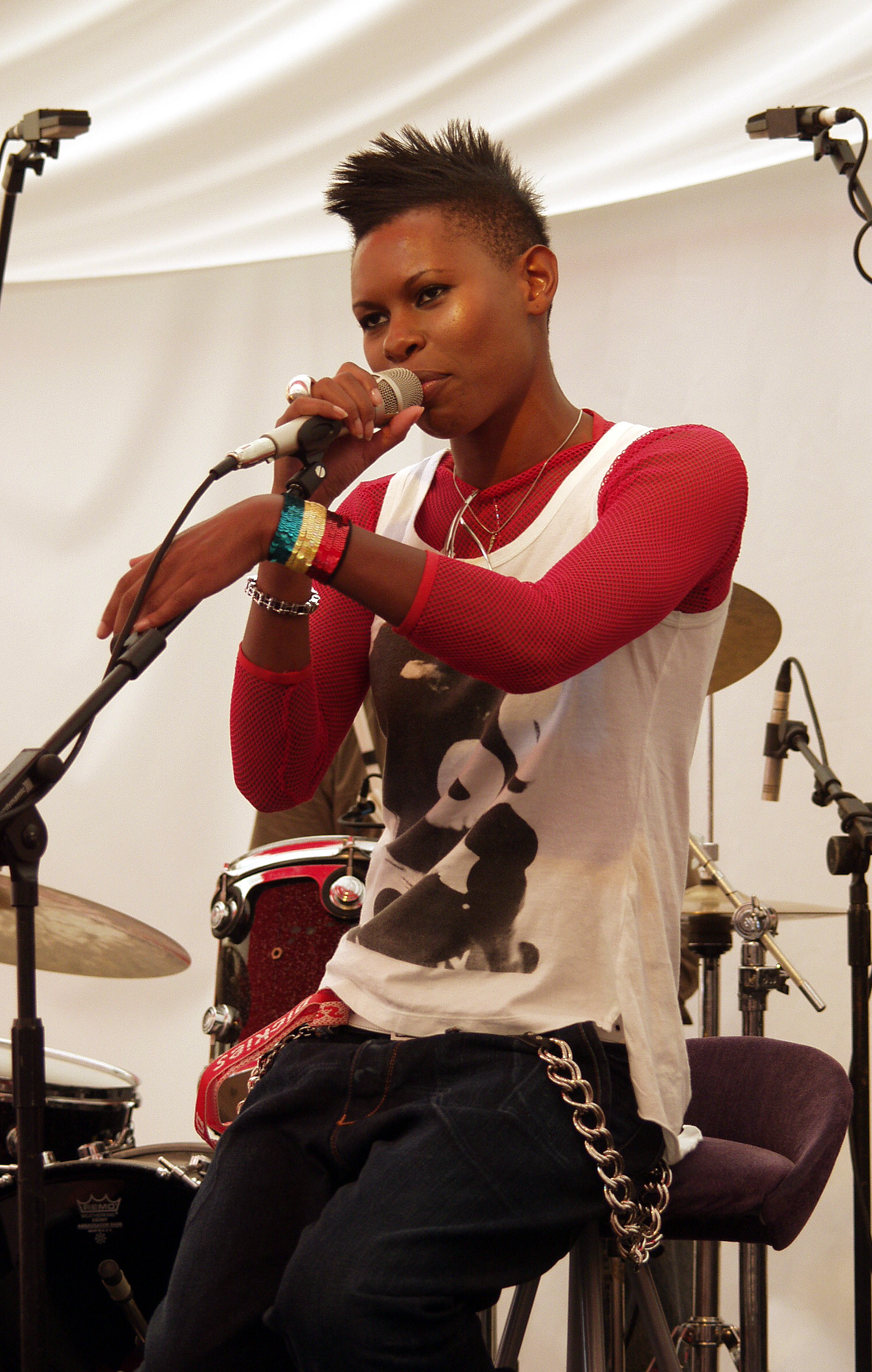
Deborah Anne Dyer

Após separação do grupo, Skin estreia em sua carreira solo com Fleshwounds, um álbum muito menos pesado do que estava acostumada a fazer em sua antiga banda, mas nem por isso, menos tenso. A "marca registrada" das músicas também mudou. Ela deixou de lado os protestos políticos para falar de amor. Mas não faz letras melosas. Skin fala do lado negativo do amor, das coisas que dão erradas e do sofrimento que ele pode causar. O álbum foi lançado em 2003 e não obteve a mesma aclamação daqueles do Skunk Anansie no Reino Unido. Mas, no resto da Europa o sucesso do álbum foi maior, principalmente na Itália e na Alemanha.
Pouco depois ela começou a turnê para gravar seu segundo álbum, Fake Chemical State, que foi liberado para venda em março de 2006, antecedido pelo novo single "Just Let the Sun". Skin fez uma pequena turnê "Fake Chemical State", e realizando muitos festivais pela Europa.
A partir de abril de 2007, Skin gravou o seu terceiro álbum solo, trabalhando novamente com Gordon Raphael. Em fevereiro de 2008, ela anunciou que estava trabalhando com Timo Maas e Martin Buttrich em um projeto chamado "Format-3".
Sua canção "Tear down these houses", de 2008, foi lançada como parte da trilha sonora para Parlami d'Amore, dirigido por Silvio Muccino.